# Getting Straight
Getting Straight é um filme de comédia dramática produzido nos Estados Unidos, dirigido por Richard Rush e lançado em 1970.